# Batalla del mar de Bismarck
La batalla del mar de Bismarck fue una acción militar que tuvo lugar en el Pacífico suroccidental durante la Segunda Guerra Mundial. Aviones de la Quinta Fuerza Aérea de la USAAF y de la Real Fuerza Aérea Australiana atacaron a un convoy japonés que transportaba tropas a Lae, Nueva Guinea (en la actualidad, Papúa-Nueva Guinea). La totalidad de las naves de transporte del convoy fueron hundidas, así como la mitad de la escolta de destructores, con una pérdida de vidas extremadamente alta.

## Antecedentes
El 23 de diciembre de 1942 el Alto Mando japonés decidió transferir 105 000 soldados desde China y Japón hasta Lae como refuerzo, dado que allí se esperaba una ofensiva de los Aliados. Ello permitiría la retirada y evacuación de Guadalcanal, que sería ordenada la semana siguiente. 
Reubicar tan gran fuerza era una complicada labor para la capacidad de transporte japonesa, pero el Alto Mando lo consideró una necesidad militar. A finales de febrero de 1943 dos divisiones, la 20.ª y la 41.ª, habían sido transportadas hasta Wewak, también en Nueva Guinea.
Una tercera División, la 51.ª, fue transportada a Rabaul entre diciembre de 1942 y enero de 1943, con la misión original de reforzar las tropas de Guadalcanal, pero tras la retirada de la misma en la Operación Ke, se decidió enviarla a Lae. La misión era arriesgada debido a la superioridad aérea Aliada en la zona.
El 28 de febrero el convoy fue organizado, comprendiendo ocho destructores y ocho transportes de tropas, con el apoyo aéreo de unos cien aviones basados en Rabaul. El comandante en jefe de la 51.ª División, el teniente general Hidemitsu Nakano navegaba a bordo del destructor Yukikaze, mientras que el contraalmirante Masatomi Kimura, al mando del Tercer Escuadrón de Destructores, se encontraba en el Shirayuki.
Las fuerzas Aliadas, bajo el mando del general de división George Kenney y basados en Nueva Guinea, se habían preparado para esta eventualidad. Concretamente, tripulaciones de B-25 Mitchell de las USAAF y Bristol Beaufighter de la RAAF habían estado practicando ataques antibuque, creando una nueva técnica llamada bombardeo de rebote, similar a un ataque torpedero convencional, pero lanzando bombas, que tras varios rebotes sobre la superficie del agua estallan sobre el blanco, bajo el mismo o en su interior, gracias a unas espoletas retardadas de 4 o 5 segundos. No se trataba de bombas de rebote especialmente diseñadas, sino de simples bombas convencionales.

## La batalla
El convoy, desplazándose a la velocidad máxima de los transportes, tan sólo 7 nudos, no fue detectado durante varios días debido a las tormentas tropicales que azotaron los mares de Salomón y Bismarck entre el 27 de febrero y el primero de marzo. Sin embargo, alrededor de las 15:00 de ese mismo día un bombardero pesado B-24 Liberator en misión de patrulla descubrió al convoy al norte del cabo Hollman. Bombarderos pesados fueron enviados a ese punto, pero no localizaron al convoy.
Al día siguiente, alrededor de las 10:00, otro Liberator detectó nuevamente al convoy, y el buen tiempo permitió varios vuelos de bombarderos pesados B-17 Flying Fortress, que atacaron al convoy. Los cazas japoneses Mitsubishi A6M basados en Nueva Bretaña derribaron uno de los B-17, y tras lanzarse en paracaídas su tripulación, algunos de ellos fueron ametrallados en su descenso y posteriormente en el agua.

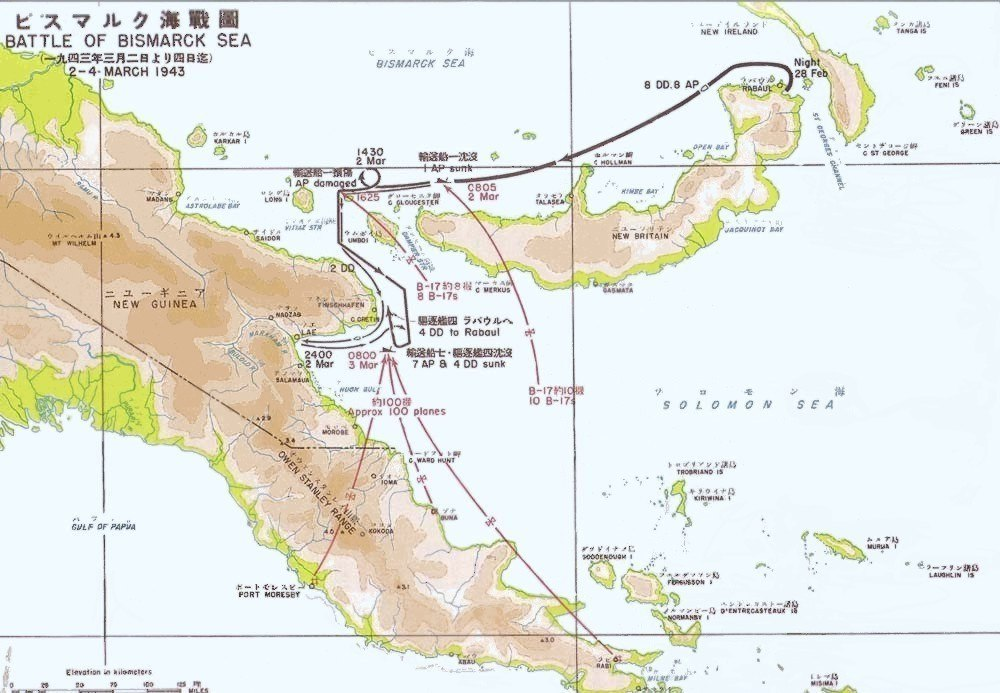
Movimientos de los buques japoneses y los aviones aliados durante la batalla.

Los destructores Yukikaze y Asagumo recogieron a 800 supervivientes y se dirigieron a velocidad máxima hacia Lae, retomando su labor de escolta al día siguiente, una vez desembarcadas las tropas. 
Varios PBY Catalina del 11.º Escuadrón de la RAAF siguieron observando la ruta del convoy durante la noche del 2 de marzo. Aproximadamente a las 03:25 del 3 de marzo despegaron torpederos Bristol Beaufort del 100.º Escuadrón basado en Milne Bay, pero debido al mal tiempo sólo un par de ellos lograron atacar, sin conseguir ningún blanco.
Cuando el convoy se encontraba rodeando la península de Huon, mejoró la situación atmosférica. 90 aviones Aliados despegaron desde Port Moresby para un nuevo ataque, al tiempo que 22 Douglas A-20 de la RAAF atacaron la base aérea japonesa de Lae, para reducir la cobertura aérea del convoy.
A las 10:00, 13 B-17 bombardearon al convoy desde media altura, sin causar daños, pero dispersando los navíos. En ese momento, 13 Bristol Beaufighter del 30.º Escuadrón de la RAAF se aproximaron a baja cota, para dar la impresión de ser Beaufort atacando con torpedos. La táctica básica en ese caso es encarar al avión atacante para ofrecer el menor flanco posible, pero al tratarse de cazas pesados en lugar de torpederos, la maniobra provocó el máximo daño en los barcos, al ser alcanzados de proa a popa por el fuego de cuatro cañones frontales de 20 mm en el morro y seis ametralladoras de 7,7 en las alas con que contaban los Beaufighter.

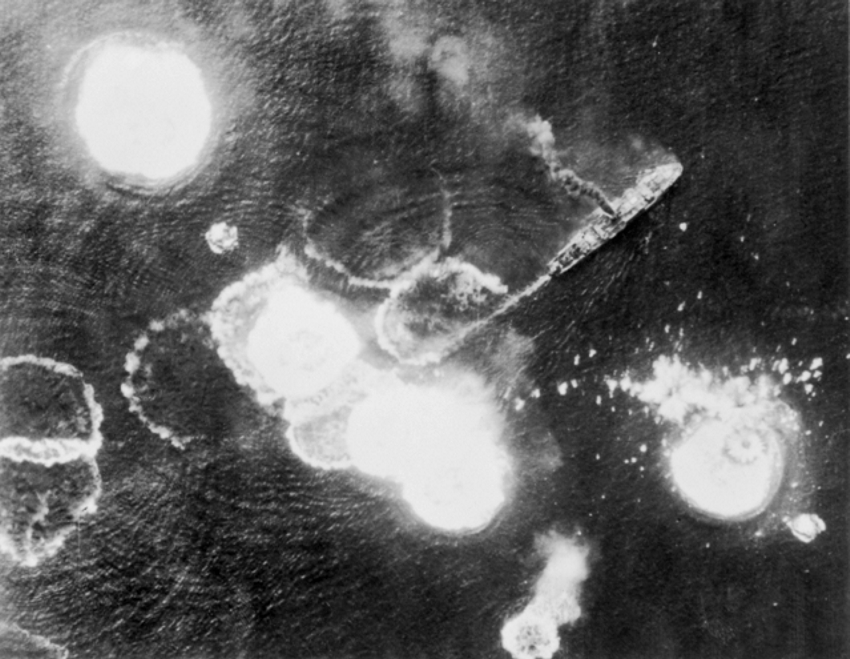
Transporte japonés bajo ataque aéreo el 3 de marzo de 1943.

Inmediatamente después, 13 B-25 lanzaron sus bombas desde 750 metros de altura, mientras que otros 12 iniciaban el primer bombardeo de rebote, reclamando 17 impactos. Varios A-20 se unieron al ataque, y otros cinco impactos fueron logrados por B-17 bombardeando convencionalmente desde mayor altura. En ese momento, la mitad de los transportes se habían hundido o estaban hundiéndose.
La cobertura a los bombarderos era proveída por 28 cazas pesados P-38 Lightning, que derribaron 20 cazas japoneses con la pérdida de sólo 3 aparatos. Dos de ellos eran del 39.º Escuadrón de Caza, los ases Bob Faurot y Hoyt Eason. Durante la tarde, continuaron los ataques de los Mitchell y los Boston.
El resto de los transportes se estaba hundiendo 100 kilómetros al sureste de Finschhafen, junto a los destructores Shirayuki, Arashio, y Tokitsukaze. Cuatro de los destructores restantes recogieron tantos supervivientes como les fue posible y se retiraron a Rabaul. El Asashio fue hundido en un ataque posterior mientras recogía supervivientes del Arashio.
Siguiendo órdenes del general Kenney, aparentemente en venganza por el ametrallamiento de la tripulación del B-17, desde el 3 al 5 de marzo, patrulleras y aviones aliados atacaron indiscriminadamente a navíos de rescate japoneses, así como a supervivientes en lanchas salvavidas o simplemente flotando en el mar.

## Consecuencias
La batalla fue un desastre para los japoneses. De los 6900 soldados necesitados en Lae arribaron apenas 800. El Australian War Memorial indica que 2890 soldados y marineros japoneses murieron.
Douglas MacArthur empleó la victoria para solicitar 1800 aviones y cinco divisiones de tropas para sus desembarcos en Nueva Guinea.